# Horvátország a 2004. évi nyári olimpiai játékokon
Horvátország a görögországi Athénban megrendezett 2004. évi nyári olimpiai játékok egyik részt vevő nemzete volt. Az országot az olimpián 14 sportágban 81 sportoló képviselte, akik összesen 5 érmet szereztek.

## Érmesek
| Érem  | Versenyző | Sportág    | Versenyszám                    |
| ----- | --- | ---------- | ------------------------------ |
| Arany | Nemzeti válogatott Ivano Balić Davor Dominiković Mirza Džomba Slavko Goluža Nikša Kaleb Blaženko Lacković Venio Losert Valter Matošević Petar Metličić Denis Špoljarić Goran Šprem Vlado Šola Igor Vori Drago Vuković Vedran Zrnić | Kézilabda  | Férfi                          |
| Ezüst | Siniša Skelin Nikša Skelin | Evezés     | Férfi kormányos nélküli kettes |
| Ezüst | Duje Draganja | Úszás      | Férfi 50 m gyors               |
| Bronz | Nikolaj Pešalov | Súlyemelés | Férfi 69 kg                    |
| Bronz | Mario Ančić Ivan Ljubičić | Tenisz     | Férfi páros                    |

## Asztalitenisz
Férfi
| Versenyző      | Versenyszám | 64-es főtábla     | 48-as főtábla                                        | 32-es főtábla                               | Nyolcaddöntő      | Negyeddöntő       | Elődöntő          | Döntő             | Helyezés |
| Versenyző      | Versenyszám | Ellenfél Eredmény | Ellenfél Eredmény                                    | Ellenfél Eredmény                           | Ellenfél Eredmény | Ellenfél Eredmény | Ellenfél Eredmény | Ellenfél Eredmény | Helyezés |
| -------------- | ----------- | ----------------- | ---------------------------------------------------- | ------------------------------------------- | ----------------- | ----------------- | ----------------- | ----------------- | -------- |
| Zoran Primorac | Egyes       |                   | Srđan Miličević (BIH) · 8-11, 11-6, 11-7, 11-8, 11-8 | Ma Lin (CHN) · 5-11, 3-11, 3-11, 11-9, 5-11 | kiesett           | kiesett           | kiesett           | kiesett           | 17.      |

Női
| Versenyző                   | Versenyszám | 64-es főtábla                                  | 48-as főtábla     | 32-es főtábla                                                                         | Nyolcaddöntő                                                                        | Negyeddöntő                                                       | Elődöntő          | Döntő             | Helyezés |
| Versenyző                   | Versenyszám | Ellenfél Eredmény                              | Ellenfél Eredmény | Ellenfél Eredmény                                                                     | Ellenfél Eredmény                                                                   | Ellenfél Eredmény                                                 | Ellenfél Eredmény | Ellenfél Eredmény | Helyezés |
| --------------------------- | ----------- | ---------------------------------------------- | ----------------- | ------------------------------------------------------------------------------------- | ----------------------------------------------------------------------------------- | ----------------------------------------------------------------- | ----------------- | ----------------- | -------- |
| Boros Tamara                | Egyes       |                                                |                   | Marina Kravchenko (ISR) · 11-8, 11-6, 11-5, 11-7                                      | Viktorija Pavlavics (BLR) · 11-5, 11-8, 9-11, 11-8, 6-11, 11-7                      | Csang Ji-ning (CHN) · 10-12, 13-15, 11-13, 3-11                   | kiesett           | kiesett           | 5.       |
| Cornelia Vaida              | Egyes       | Jian-Fang Lay (AUS) · 10-12, 5-11, 6-11, 11-13 | kiesett           | kiesett                                                                               | kiesett                                                                             | kiesett                                                           | kiesett           | kiesett           | 49.      |
| Boros Tamara Cornelia Vaida | Páros       |                                                |                   | Csehország (CZE) · Renáta Štrbíková · Alena Vachovcová · 9-11, 11-8, 11-8, 11-7, 11-3 | Magyarország (HUN) · Bátorfi Csilla · Tóth Krisztina · 11-6, 9-11, 11-9, 11-3, 11-3 | Dél-Korea (KOR) · Kim Bokre · Kim Gjonga · 4-11, 5-11, 3-11, 8-11 | kiesett           | kiesett           | 5.       |

## Atlétika
Férfi
| Versenyző      | Versenyszám | Előfutam | Előfutam | Előfutam | Negyeddöntő | Negyeddöntő | Negyeddöntő | Elődöntő | Elődöntő | Elődöntő | Döntő   | Döntő    |
| Versenyző      | Versenyszám | Idő      | Hely.    | Össz.    | Idő         | Hely.       | Össz.       | Idő      | Hely.    | Össz.    | Idő     | Helyezés |
| -------------- | ----------- | -------- | -------- | -------- | ----------- | ----------- | ----------- | -------- | -------- | -------- | ------- | -------- |
| Branko Zorko   | 1500 m      | 3:48,28  | 10.      | 32.      |             |             |             | kiesett  | kiesett  | kiesett  | kiesett | kiesett  |
| Juraj Grabušić | 110 m gát   | 13,87    | 8.       | 43.      | kiesett     | kiesett     | kiesett     | kiesett  | kiesett  | kiesett  | kiesett | kiesett  |

| Versenyző          | Versenyszám   | Selejtező | Selejtező | Döntő    | Döntő    |
| Versenyző          | Versenyszám   | Eredmény  | Helyezés  | Eredmény | Helyezés |
| ------------------ | ------------- | --------- | --------- | -------- | -------- |
| Siniša Ergotić     | Távolugrás    | 777 cm    | 26.       | kiesett  | kiesett  |
| Edis Elkasević     | Súlylökés     | 18,44 m   | 36.       | kiesett  | kiesett  |
| Nedzad Mulabegović | Súlylökés     | 19,07 m   | 29.       | kiesett  | kiesett  |
| Dragan Mustapić    | Diszkoszvetés | 54,66 m   | 34.       | kiesett  | kiesett  |
| Haklits András     | Kalapácsvetés | 74,43 m   | 21.       | kiesett  | kiesett  |
| Edi Ponoš          | Gerelyhajítás | 71,43 m   | 33.       | kiesett  | kiesett  |

Női
| Versenyző        | Versenyszám   | Selejtező | Selejtező | Döntő    | Döntő    |
| Versenyző        | Versenyszám   | Eredmény  | Helyezés  | Eredmény | Helyezés |
| ---------------- | ------------- | --------- | --------- | -------- | -------- |
| Blanka Vlašić    | Magasugrás    | 195 cm    | 7.        | 189 cm   | 11.      |
| Vera Begić       | Diszkoszvetés | 57,31 m   | 29.       | kiesett  | kiesett  |
| Ivana Brkljačić  | Kalapácsvetés | 68,21 m   | 13.       | kiesett  | kiesett  |
| Sanja Gavrilović | Kalapácsvetés | 56,79 m   | 45.       | kiesett  | kiesett  |

## Evezés
Férfi
| Versenyző                                               | Versenyszám              | Előfutam | Előfutam | Vigaszág | Vigaszág | Elődöntő | Elődöntő | Elődöntő | Döntő | Döntő   | Döntő | Helyezés |
| Versenyző                                               | Versenyszám              | Idő      | Hely.    | Idő      | Hely.    | Típus    | Idő      | Hely.    | Típus | Idő     | Hely. | Helyezés |
| ------------------------------------------------------- | ------------------------ | -------- | -------- | -------- | -------- | -------- | -------- | -------- | ----- | ------- | ----- | -------- |
| Siniša Skelin Nikša Skelin                              | Kormányos nélküli kettes | 7:01,28  | 2.       |          |          | A/B      | 6:23,57  | 2.       | A     | 6:32,64 | 2.    |          |
| Damir Vučičić Igor Boraska Petar Milin Marko Dragičević | Kormányos nélküli négyes | 6:34,05  | 4.       | 5:58,48  | 3.       | A/B      | 6:05,54  | 6.       | B     | 5:57,36 | 6.    | 12.      |

## Kajak-kenu

### Síkvízi
Férfi
| Versenyző          | Versenyszám       | Előfutam | Előfutam | Előfutam | Elődöntő | Elődöntő | Elődöntő | Döntő   | Döntő    |
| Versenyző          | Versenyszám       | Idő      | Hely.    | Össz.    | Idő      | Hely.    | Össz.    | Idő     | Helyezés |
| ------------------ | ----------------- | -------- | -------- | -------- | -------- | -------- | -------- | ------- | -------- |
| Emanuel Horvatiček | Kenu egyes 500 m  | 1:55,528 | 5.       | 15.      | 2:06,347 | 8.       | 16.      | kiesett | kiesett  |
| Emanuel Horvatiček | Kenu egyes 1000 m | 4:27,662 | 7.       | 19.      | 4:24,604 | 7.       | 15.      | kiesett | kiesett  |

### Szlalom
Férfi
| Versenyző    | Versenyszám | Selejtező | Selejtező | Selejtező | Selejtező | Selejtező  | Selejtező  | Elődöntő | Elődöntő | Döntő   | Döntő   | Összesítés | Összesítés |
| Versenyző    | Versenyszám | 1. futam  | 1. futam  | 2. futam  | 2. futam  | Összesítés | Összesítés | Elődöntő | Elődöntő | Döntő   | Döntő   | Összesítés | Összesítés |
| Versenyző    | Versenyszám | Pont      | Hely.     | Pont      | Hely.     | Pont       | Hely.      | Pont     | Hely.    | Pont    | Hely.   | Pont       | Helyezés   |
| ------------ | ----------- | --------- | --------- | --------- | --------- | ---------- | ---------- | -------- | -------- | ------- | ------- | ---------- | ---------- |
| Dinko Mulić  | Kajak egyes | 102,71    | 20.       | 108,05    | 24.       | 210,76     | 22.        | kiesett  | kiesett  | kiesett | kiesett | kiesett    | kiesett    |
| Danko Herceg | Kenu egyes  | 103,84    | 7.        | 100,33    | 3.        | 204,17     | 6.         | 203,49   | 12.      | kiesett | kiesett | kiesett    | kiesett    |

## Kézilabda

### Férfi

#### Eredmények
Csoportkör
A csoport
| Csapat              | M | Gy | D | V | G+  | G–  | Gk  | P  |
| ------------------- | - | -- | - | - | --- | --- | --- | -- |
| Horvátország (CRO)  | 5 | 5  | 0 | 0 | 146 | 129 | +17 | 10 |
| Spanyolország (ESP) | 5 | 4  | 0 | 1 | 154 | 137 | +17 | 8  |
| Dél-Korea (KOR)     | 5 | 2  | 0 | 3 | 148 | 148 | 0   | 4  |
| Oroszország (RUS)   | 5 | 2  | 0 | 3 | 145 | 145 | 0   | 4  |
| Izland (ISL)        | 5 | 1  | 0 | 4 | 143 | 158 | –15 | 2  |
| Szlovénia (SLO)     | 5 | 1  | 0 | 4 | 130 | 149 | –19 | 2  |

| 2004. augusztus 14. 19:30 | Horvátország (CRO) | 34–30   | Izland (ISL) | Sports Pavillion, Athén Játékvezetők: Lemme, Ullrich (GER) |
| 2004. augusztus 14. 19:30 | Metličić 8         | (16–12) | Stefánsson 8 | Sports Pavillion, Athén Játékvezetők: Lemme, Ullrich (GER) |
| 2004. augusztus 14. 19:30 | 9× 3×              |         | 7× 3× 1×     | Sports Pavillion, Athén Játékvezetők: Lemme, Ullrich (GER) |

| 2004. augusztus 16. 11:30 | Szlovénia (SLO) | 26–27   | Horvátország (CRO) | Sports Pavillion, Athén Játékvezetők: Oie, Togstad (NOR) |
| 2004. augusztus 16. 11:30 | Brumen 10       | (10–13) | Vori 8             | Sports Pavillion, Athén Játékvezetők: Oie, Togstad (NOR) |
| 2004. augusztus 16. 11:30 | 7× 3× 2×        |         | 7× 3× 1×           | Sports Pavillion, Athén Játékvezetők: Oie, Togstad (NOR) |

| 2004. augusztus 18. 09:30 | Horvátország (CRO) | 29–26   | Dél-Korea (KOR) | Sports Pavillion, Athén Játékvezetők: Bord, Buy (FRA) |
| 2004. augusztus 18. 09:30 | Džomba 9           | (12–10) | Jun Gjongszin 8 | Sports Pavillion, Athén Játékvezetők: Bord, Buy (FRA) |
| 2004. augusztus 18. 09:30 | 6× 3×              |         | 3× 3×           | Sports Pavillion, Athén Játékvezetők: Bord, Buy (FRA) |

| 2004. augusztus 20. 19:30 | Oroszország (RUS)         | 25–26   | Horvátország (CRO) | Sports Pavillion, Athén Játékvezetők: Hansson, Olsson (SWE) |
| 2004. augusztus 20. 19:30 | Torgovanov, Rasztvorcev 6 | (14–10) | Lacković 9         | Sports Pavillion, Athén Játékvezetők: Hansson, Olsson (SWE) |
| 2004. augusztus 20. 19:30 | 5× 2×                     |         | 3× 3×              | Sports Pavillion, Athén Játékvezetők: Hansson, Olsson (SWE) |

| 2004. augusztus 22. 11:30 | Horvátország (CRO) | 30–22  | Spanyolország (ESP) | Sports Pavillion, Athén Játékvezetők: Baum, Goralczyk (POL) |
| 2004. augusztus 22. 11:30 | Džomba 7           | (15–9) | García 5            | Sports Pavillion, Athén Játékvezetők: Baum, Goralczyk (POL) |
| 2004. augusztus 22. 11:30 | 1× 3×              |        | 4× 3×               | Sports Pavillion, Athén Játékvezetők: Baum, Goralczyk (POL) |

Negyeddöntő
| 2004. augusztus 24. 16:30 | Horvátország (CRO) | 33–27   | Görögország (GRE)      | Sports Pavillion, Athén Játékvezetők: Lemme, Ullrich (GER) |
| 2004. augusztus 24. 16:30 | Džomba 11          | (19–11) | Baloménosz, Alvanósz 6 | Sports Pavillion, Athén Játékvezetők: Lemme, Ullrich (GER) |
| 2004. augusztus 24. 16:30 | 3×                 |         | 2× 4×                  | Sports Pavillion, Athén Játékvezetők: Lemme, Ullrich (GER) |

Elődöntő
| 2004. augusztus 27. 14:30 | Horvátország (CRO) | 33–31   | Magyarország (HUN) | Sports Pavillion, Athén Játékvezetők: Arnaldsson, Vidarsson (ISL) |
| 2004. augusztus 27. 14:30 | Balić 9            | (18–16) | Pérez 8            | Sports Pavillion, Athén Játékvezetők: Arnaldsson, Vidarsson (ISL) |
| 2004. augusztus 27. 14:30 | 3× 3×              |         | 2× 3×              | Sports Pavillion, Athén Játékvezetők: Arnaldsson, Vidarsson (ISL) |

Döntő
| 2004. augusztus 29. 16:45 | Horvátország (CRO) | 26–24   | Németország (GER) | Sports Pavillion, Athén Játékvezetők: Hansson, Olsson (SWE) |
| 2004. augusztus 29. 16:45 | Džomba 9           | (11–12) | Kretzschmar 9     | Sports Pavillion, Athén Játékvezetők: Hansson, Olsson (SWE) |
| 2004. augusztus 29. 16:45 | 2× 3×              |         | 5× 3×             | Sports Pavillion, Athén Játékvezetők: Hansson, Olsson (SWE) |

| Csapat             | Helyezés |
| ------------------ | -------- |
| Horvátország (CRO) |          |

## Lovaglás
Lovastusa
| Versenyző  | Ló              | Versenyszám | Díjlovaglás | Díjlovaglás | Tereplovaglás | Tereplovaglás | Tereplovaglás | Díjugratás | Díjugratás | Díjugratás | Díjugratás | Végeredmény | Végeredmény |
| Versenyző  | Ló              | Versenyszám | Díjlovaglás | Díjlovaglás | Tereplovaglás | Tereplovaglás | Tereplovaglás | 1. kör     | 1. kör     | 2. kör     | 2. kör     | Végeredmény | Végeredmény |
| Versenyző  | Ló              | Versenyszám | Bünt.       | Hely.       | Bünt.         | Hely.         | Össz.         | Bünt.      | Hely.      | Bünt.      | Hely.      | Bünt.       | Helyezés    |
| ---------- | --------------- | ----------- | ----------- | ----------- | ------------- | ------------- | ------------- | ---------- | ---------- | ---------- | ---------- | ----------- | ----------- |
| Josef Puch | Banville D'Ivoy | Egyéni      | 68,6        | 64.         | 80,6          | 63.*          | 65.           | 9          | 35.        | kiesett    | kiesett    | 158,2       | 62.         |

* - egy másik versenyzővel azonos eredményt ért el

## Ökölvívás
| Versenyző       | Versenyszám  | Selejtező         | Nyolcaddöntő               | Negyeddöntő       | Elődöntő          | Döntő             | Helyezés |
| Versenyző       | Versenyszám  | Ellenfél Eredmény | Ellenfél Eredmény          | Ellenfél Eredmény | Ellenfél Eredmény | Ellenfél Eredmény | Helyezés |
| --------------- | ------------ | ----------------- | -------------------------- | ----------------- | ----------------- | ----------------- | -------- |
| Marijo Šivolija | Félnehézsúly |                   | Edgar Muñoz (VEN) · 23-31  | kiesett           | kiesett           | kiesett           | 17.      |
| Vedran Đipalo   | Nehézsúly    |                   | Adam Forsyth (AUS) · 22-32 | kiesett           | kiesett           | kiesett           | 9.       |

## Sportlövészet
Női
| Versenyző    | Versenyszám   | Selejtező | Selejtező | Döntő   | Döntő    |
| Versenyző    | Versenyszám   | Pont      | Helyezés  | Pont    | Helyezés |
| ------------ | ------------- | --------- | --------- | ------- | -------- |
| Mirela Ćelić | Légpisztoly   | 381       | 15.       | kiesett | kiesett  |
| Mirela Ćelić | Sportpisztoly | 569       | 27.*      | kiesett | kiesett  |

* - egy másik versenyzővel azonos eredményt ért el

## Súlyemelés
Férfi
| Versenyző       | Versenyszám | Szakítás | Szakítás | Lökés    | Lökés    | Összesen | Helyezés |
| Versenyző       | Versenyszám | Eredmény | Helyezés | Eredmény | Helyezés | Összesen | Helyezés |
| --------------- | ----------- | -------- | -------- | -------- | -------- | -------- | -------- |
| Nikolaj Pešalov | 69 kg       | 150,0    | 3.       | 187,5    | 2.*      | 337,5    |          |

* - egy másik versenyzővel azonos eredményt ért el

## Taekwondo
Női
| Versenyző     | Versenyszám | Nyolcaddöntő             | Negyeddöntő              | Elődöntő          | Vigaszág első kör | Vigaszág elődöntő | Bronz- mérkőzés   | Döntő             | Helyezés |
| Versenyző     | Versenyszám | Ellenfél Eredmény        | Ellenfél Eredmény        | Ellenfél Eredmény | Ellenfél Eredmény | Ellenfél Eredmény | Ellenfél Eredmény | Ellenfél Eredmény | Helyezés |
| ------------- | ----------- | ------------------------ | ------------------------ | ----------------- | ----------------- | ----------------- | ----------------- | ----------------- | -------- |
| Sandra Šarić  | Váltósúly   | Nina Solheim (NOR) · 2-5 | kiesett                  | kiesett           |                   |                   |                   |                   | 11.      |
| Nataša Vezmar | Nehézsúly   |                          | Nádín Daváni (JOR) · 4-5 | kiesett           |                   |                   |                   |                   | 9.       |

## Tenisz
Férfi
| Versenyző                 | Versenyszám | 64-es főtábla                        | 32-es főtábla                                              | Nyolcaddöntő                                               | Negyeddöntő                                                            | Elődöntő                                                                  | Bronz- mérkőzés                                                | Döntő             | Helyezés |
| Versenyző                 | Versenyszám | Ellenfél Eredmény                    | Ellenfél Eredmény                                          | Ellenfél Eredmény                                          | Ellenfél Eredmény                                                      | Ellenfél Eredmény                                                         | Ellenfél Eredmény                                              | Ellenfél Eredmény | Helyezés |
| ------------------------- | ----------- | ------------------------------------ | ---------------------------------------------------------- | ---------------------------------------------------------- | ---------------------------------------------------------------------- | ------------------------------------------------------------------------- | -------------------------------------------------------------- | ----------------- | -------- |
| Mario Ančić               | Egyes       | Tommy Haas (GER) · 1-6, 5-7          | kiesett                                                    | kiesett                                                    | kiesett                                                                | kiesett                                                                   | kiesett                                                        | kiesett           | 33.      |
| Ivo Karlović              | Egyes       | Andrei Pavel (ROU) · 6-4, 6-7, 6-2   | Arnaud Clément (FRA) · 7-6, 4-6, 6-4                       | Carlos Moyà (ESP) · 6-4, 6-7, 4-6                          | kiesett                                                                | kiesett                                                                   | kiesett                                                        | kiesett           | 9.       |
| Ivan Ljubičić             | Egyes       | Szargisz Szargszjan (ARM) · 6-3, 6-2 | Joachim Johansson (SWE) · 7-6, 6-4                         | Taylor Dent (USA) · 4-6, 4-6                               | kiesett                                                                | kiesett                                                                   | kiesett                                                        | kiesett           | 9.       |
| Mario Ančić Ivan Ljubičić | Páros       |                                      | Svédország (SWE) · Jonas Björkman · Joachim Johansson · WO | Csehország (CZE) · Martin Damm · Cyril Suk · 7-6, 6-7, 7-5 | Franciaország (FRA) · Michaël Llodra · Fabrice Santoro · 4-6, 6-3, 9-7 | Chile (CHI) · Fernando González Ciuffardi · Nicolás Massú · 5-7, 6-4, 4-6 | India (IND) · Mahes Bhúpati · Lijendar Pedzs · 7-6, 4-6, 16-14 |                   |          |

Női
| Versenyző                      | Versenyszám | 64-es főtábla                    | 32-es főtábla                                                   | Nyolcaddöntő                                           | Negyeddöntő       | Elődöntő          | Bronz- mérkőzés   | Döntő             | Helyezés |
| Versenyző                      | Versenyszám | Ellenfél Eredmény                | Ellenfél Eredmény                                               | Ellenfél Eredmény                                      | Ellenfél Eredmény | Ellenfél Eredmény | Ellenfél Eredmény | Ellenfél Eredmény | Helyezés |
| ------------------------------ | ----------- | -------------------------------- | --------------------------------------------------------------- | ------------------------------------------------------ | ----------------- | ----------------- | ----------------- | ----------------- | -------- |
| Jelena Kostanić                | Egyes       | Kristina Brandi (PUR) · 5-7, 1-6 | kiesett                                                         | kiesett                                                | kiesett           | kiesett           | kiesett           | kiesett           | 33.      |
| Karolina Šprem                 | Egyes       | Gisela Dulko (ARG) · 7-6, 7-5    | Angelique Widjaja (INA) · 6-3, 6-1                              | Szugijama Ai (JPN) · 6-7, 1-6                          | kiesett           | kiesett           | kiesett           | kiesett           | 9.       |
| Jelena Kostanić Karolina Šprem | Páros       |                                  | Indonézia (INA) · Wynne Prakusya · Angelique Widjaja · 6-3, 6-2 | Japán (JPN) · Aszagoe Sinobu · Szugijama Ai · 3-6, 5-7 | kiesett           | kiesett           | kiesett           | kiesett           | 9.       |

WO - ellenfél nélkül

## Úszás
Férfi
| Versenyző                                            | Versenyszám          | Előfutam | Előfutam | Előfutam | Elődöntő | Elődöntő | Elődöntő | Döntő   | Döntő    |
| Versenyző                                            | Versenyszám          | Idő      | Hely.    | Össz.    | Idő      | Hely.    | Össz.    | Idő     | Helyezés |
| ---------------------------------------------------- | -------------------- | -------- | -------- | -------- | -------- | -------- | -------- | ------- | -------- |
| Duje Draganja                                        | 50 m gyors           | 22,28    | 1.       | 5.       | 22,19    | 5.       | 8.       | 21,94   |          |
| Duje Draganja                                        | 100 m gyors          | 49,07    | 1.       | 4.       | 49,14    | 2.       | 6.       | 49,23   | 6.       |
| Duje Draganja                                        | 100 m pillangó       | 52,56    | 3.       | 6.       | 52,74    | 2.       | 8.       | 52,46   | 7.       |
| Mario Delač                                          | 200 m gyors          | 1:55,82  | 7.       | 54.      | kiesett  | kiesett  | kiesett  | kiesett | kiesett  |
| Nenad Buljan                                         | 400 m gyors          | 4:02,76  | 6.       | 37.      |          |          |          | kiesett | kiesett  |
| Nenad Buljan                                         | 1500 m gyors         | 15:56,54 | 5.       | 29.      |          |          |          | kiesett | kiesett  |
| Goran Kožulj                                         | 100 m hát            | 55,80    | 1.       | 16.      | 56,02    | 7.       | 14.      | kiesett | kiesett  |
| Goran Kožulj                                         | 200 m hát            | 2:00,94  | 2.       | 12.      | 1:59,61  | 5.       | 9.       | kiesett | kiesett  |
| Vanja Rogulj                                         | 100 m mell           | 1:03,16  | 8.       | 26.      | kiesett  | kiesett  | kiesett  | kiesett | kiesett  |
| Vanja Rogulj                                         | 200 m mell           | 2:18,81  | 7.       | 37.      | kiesett  | kiesett  | kiesett  | kiesett | kiesett  |
| Krešimir Čač                                         | 200 m vegyes         | 2:05,33  | 4.       | 34.      | kiesett  | kiesett  | kiesett  | kiesett | kiesett  |
| Saša Imprić                                          | 400 m vegyes         | 4:32,02  | 1.       | 32.      |          |          |          | kiesett | kiesett  |
| Igor Čerenšek Mario Delač Duje Draganja Ivan Mladina | 4 × 100 m gyorsváltó | 3:21,01  | 7.       | 13.      |          |          |          | kiesett | kiesett  |

Női
| Versenyző          | Versenyszám  | Előfutam | Előfutam | Előfutam | Elődöntő | Elődöntő | Elődöntő | Döntő   | Döntő    |
| Versenyző          | Versenyszám  | Idő      | Hely.    | Össz.    | Idő      | Hely.    | Össz.    | Idő     | Helyezés |
| ------------------ | ------------ | -------- | -------- | -------- | -------- | -------- | -------- | ------- | -------- |
| Petra Banović      | 200 m gyors  | 2:04,24  | 8.       | 32.      | kiesett  | kiesett  | kiesett  | kiesett | kiesett  |
| Petra Banović      | 200 m vegyes | 2:20,83  | 2.       | 25.      | kiesett  | kiesett  | kiesett  | kiesett | kiesett  |
| Anita Galić        | 400 m gyors  | 4:26,09  | 6.       | 37.      |          |          |          | kiesett | kiesett  |
| Anita Galić        | 800 m gyors  | 9:10,91  | 6.       | 28.      |          |          |          | kiesett | kiesett  |
| Sanja Jovanović    | 100 m hát    | 1:02,47  | 1.       | 17.*     | kiesett  | kiesett  | kiesett  | kiesett | kiesett  |
| Sanja Jovanović    | 200 m hát    | 2:15,01  | 5.       | 16.      | 2:13,76  | 6.       | 13.      | kiesett | kiesett  |
| Smiljana Marinović | 100 m mell   | 1:11,00  | 7.       | 20.      | kiesett  | kiesett  | kiesett  | kiesett | kiesett  |
| Smiljana Marinović | 200 m mell   | 2:32,52  | 7.       | 17.      | kiesett  | kiesett  | kiesett  | kiesett | kiesett  |

| Versenyző       | Versenyszám | Szétúszás a 17. helyért | Szétúszás a 17. helyért |
| Versenyző       | Versenyszám | Idő                     | Helyezés                |
| --------------- | ----------- | ----------------------- | ----------------------- |
| Sanja Jovanović | 100 m hát   | 1:02,32                 | 1.                      |

* - egy másik versenyzővel azonos időt ért el

## Vitorlázás
Férfi
| Versenyző                  | Versenyszám    | Futam | Futam | Futam | Futam | Futam | Futam | Futam | Futam | Futam | Futam | Futam | Pontszám | Helyezés |
| Versenyző                  | Versenyszám    | 1     | 2     | 3     | 4     | 5     | 6     | 7     | 8     | 9     | 10    | 11    | Pontszám | Helyezés |
| -------------------------- | -------------- | ----- | ----- | ----- | ----- | ----- | ----- | ----- | ----- | ----- | ----- | ----- | -------- | -------- |
| Karlo Kuret                | Finn dingi     | 6     | 2     | 10    | 8     | 12    | 18    | 7     | 5     | 3     | 3     | 5     | 61       | 4.       |
| Tomislav Bašić Petar Cupać | 470-es osztály | 16    | 10    | 19    | 5     | 20    | 26    | 21    | 25    | 1     | 7     | 12    | 136      | 19.      |

Nyílt
| Versenyző   | Versenyszám | Futam | Futam | Futam | Futam | Futam | Futam | Futam | Futam | Futam | Futam | Futam | Pontszám | Helyezés |
| Versenyző   | Versenyszám | 1     | 2     | 3     | 4     | 5     | 6     | 7     | 8     | 9     | 10    | 11    | Pontszám | Helyezés |
| ----------- | ----------- | ----- | ----- | ----- | ----- | ----- | ----- | ----- | ----- | ----- | ----- | ----- | -------- | -------- |
| Mate Arapov | Laser       | 6     | 11    | 2     | 22    | 43    | 13    | 3     | 25    | 29    | 25    | 3     | 139      | 14.      |

## Vízilabda

### Férfi
| Horvát nemzeti férfi vízilabdacsapat-játékoskeret | Horvát nemzeti férfi vízilabdacsapat-játékoskeret | Horvát nemzeti férfi vízilabdacsapat-játékoskeret | Horvát nemzeti férfi vízilabdacsapat-játékoskeret | Horvát nemzeti férfi vízilabdacsapat-játékoskeret | Horvát nemzeti férfi vízilabdacsapat-játékoskeret | Horvát nemzeti férfi vízilabdacsapat-játékoskeret |
| #                                                 | Név                                               | Poszt                                             | Magasság                                          | Súly                                              | Kor                                               | Klub                                              |
| ------------------------------------------------- | ------------------------------------------------- | ------------------------------------------------- | ------------------------------------------------- | ------------------------------------------------- | ------------------------------------------------- | ------------------------------------------------- |
| 1                                                 | Frano Vićan                                       | GK                                                | 1,92 m (6 ft 4 in)                                | 92 kg                                             | 1976. január 24. (28 évesen)                      | Chiavara Nuoto Nervi                              |
| 2                                                 | Damir Burić                                       | CB                                                | 2,05 m (6 ft 9 in)                                | 112 kg                                            | 1980. december 2. (23 évesen)                     | Primorje Rijeka                                   |
| 3                                                 | Tihomil Vranješ                                   | D                                                 | 1,89 m (6 ft 2 in)                                | 87 kg                                             | 1977. november 10. (26 évesen)                    | VK Jug Dubrovnik                                  |
| 4                                                 | Dubravko Šimenc                                   | CB                                                | 2,01 m (6 ft 7 in)                                | 115 kg                                            | 1966. november 2. (37 évesen)                     | Bissolati Cremona                                 |
| 5                                                 | Goran Volarević                                   | GK                                                | 1,89 m (6 ft 2 in)                                | 91 kg                                             | 1977. április 2. (27 évesen)                      | VK Jug Dubrovnik                                  |
| 6                                                 | Ratko Štritof                                     | CB                                                | 1,95 m (6 ft 5 in)                                | 102 kg                                            | 1972. január 14. (32 évesen)                      | Posillipo Napoli                                  |
| 7                                                 | Mile Smodlaka                                     | CF                                                | 1,98 m (6 ft 6 in)                                | 115 kg                                            | 1976. január 1. (28 évesen)                       | VK Jug Dubrovnik                                  |
| 8                                                 | Danijel Premuš                                    | CF                                                | 1,86 m (6 ft 1 in)                                | 98 kg                                             | 1981. április 15. (23 évesen)                     | Primorje Rijeka                                   |
| 9                                                 | Nikola Franković                                  | D                                                 | 1,92 m (6 ft 4 in)                                | 98 kg                                             | 1982. november 9. (21 évesen)                     | Primorje Rijeka                                   |
| 10                                                | Samir Barač                                       | D                                                 | 1,88 m (6 ft 2 in)                                | 93 kg                                             | 1973. november 2. (30 évesen)                     | Leonessa Brescia                                  |
| 11                                                | Igor Hinić                                        | CF                                                | 2,02 m (6 ft 8 in)                                | 110 kg                                            | 1975. december 4. (28 évesen)                     | Leonessa Brescia                                  |
| 12                                                | Elvis Fatović                                     | D                                                 | 1,85 m (6 ft 1 in)                                | 87 kg                                             | 1971. május 8. (33 évesen)                        | VK Jug Dubrovnik                                  |
| 13                                                | Vjekoslav Kobešćak                                | D                                                 | 1,89 m (6 ft 2 in)                                | 89 kg                                             | 1974. január 20. (30 évesen)                      | HAVK Mladost Zagreb                               |
| Vezetőedző: Zoran Roje                            |                                                   |                                                   |                                                   |                                                   |                                                   |                                                   |

- Kor: 2004. augusztus 14-i kora

#### Eredmények
Csoportkör
A csoport
| Csapat                      | M | Gy | D | V | G+ | G– | Gk  | P  |
| --------------------------- | - | -- | - | - | -- | -- | --- | -- |
| Magyarország (HUN)          | 5 | 5  | 0 | 0 | 44 | 27 | +17 | 10 |
| Szerbia és Montenegró (SCG) | 5 | 4  | 0 | 1 | 37 | 26 | +11 | 8  |
| Oroszország (RUS)           | 5 | 3  | 0 | 2 | 32 | 28 | +4  | 6  |
| Egyesült Államok (USA)      | 5 | 2  | 0 | 3 | 32 | 37 | –5  | 4  |
| Horvátország (CRO)          | 5 | 1  | 0 | 4 | 35 | 41 | –6  | 2  |
| Kazahsztán (KAZ)            | 5 | 0  | 0 | 5 | 21 | 42 | –21 | 0  |

| 2004. augusztus 15. 22:15 | Horvátország (CRO)   | 6–7 | Egyesült Államok (USA) | Központi Olimpiai Uszoda Játékvezetők: Erhan Tulga (TUR), Peter Bookelman (NED) |
| 2004. augusztus 15. 22:15 | (0–0, 0–3, 2–1, 4–3) |     |                        | Központi Olimpiai Uszoda Játékvezetők: Erhan Tulga (TUR), Peter Bookelman (NED) |
| 2004. augusztus 15. 22:15 | Štritof 3            |     | Azevedo 3              | Központi Olimpiai Uszoda Játékvezetők: Erhan Tulga (TUR), Peter Bookelman (NED) |

| 2004. augusztus 17. 22:15 | Magyarország (HUN)   | 10–8 | Horvátország (CRO) | Központi Olimpiai Uszoda Játékvezetők: Sergio Borrell (ESP), Peter Bookelman (NED) |
| 2004. augusztus 17. 22:15 | (1–0, 4–2, 4–4, 1–2) |      |                    | Központi Olimpiai Uszoda Játékvezetők: Sergio Borrell (ESP), Peter Bookelman (NED) |
| 2004. augusztus 17. 22:15 | Kásás, Biros 3       |      | Burić, Štritof 2   | Központi Olimpiai Uszoda Játékvezetők: Sergio Borrell (ESP), Peter Bookelman (NED) |

| 2004. augusztus 19. 22:15 | Horvátország (CRO)   | 8–9 | Oroszország (RUS) | Központi Olimpiai Uszoda Játékvezetők: Nikolaos Stavropoulos (GRE), Vlastimil Kratochvil (SVK) |
| 2004. augusztus 19. 22:15 | (2–2, 2–3, 1–1, 3–3) |     |                   | Központi Olimpiai Uszoda Játékvezetők: Nikolaos Stavropoulos (GRE), Vlastimil Kratochvil (SVK) |
| 2004. augusztus 19. 22:15 | Franković, Fatović 2 |     | Zinnurov 2        | Központi Olimpiai Uszoda Játékvezetők: Nikolaos Stavropoulos (GRE), Vlastimil Kratochvil (SVK) |

| 2004. augusztus 21. 21:00 | Szerbia és Montenegró (SCG) | 11–8 | Horvátország (CRO) | Központi Olimpiai Uszoda Játékvezetők: Roberto Petronilli (ITA), Peter Bookelman (NED) |
| 2004. augusztus 21. 21:00 | (2–1, 4–2, 3–3, 2–2)        |      |                    | Központi Olimpiai Uszoda Játékvezetők: Roberto Petronilli (ITA), Peter Bookelman (NED) |
| 2004. augusztus 21. 21:00 | Šapić 5                     |      | három játékos 2    | Központi Olimpiai Uszoda Játékvezetők: Roberto Petronilli (ITA), Peter Bookelman (NED) |

| 2004. augusztus 23. 10:45 | Horvátország (CRO)   | 5–4 | Kazahsztán (KAZ) | Központi Olimpiai Uszoda Játékvezetők: Radu Sorin Matache (ROU), Pavel Rezek (CZE) |
| 2004. augusztus 23. 10:45 | (2–2, 2–0, 0–0, 1–2) |     |                  | Központi Olimpiai Uszoda Játékvezetők: Radu Sorin Matache (ROU), Pavel Rezek (CZE) |
| 2004. augusztus 23. 10:45 | Smodlaka 2           |     | négy játékos 1   | Központi Olimpiai Uszoda Játékvezetők: Radu Sorin Matache (ROU), Pavel Rezek (CZE) |

A 10 közé jutásért
| 2004. augusztus 25. 10:45 | Horvátország (CRO)   | 12–1 | Egyiptom (EGY) | Központi Olimpiai Uszoda Játékvezetők: Zhong Haotian (CHN), Guy Pinker (RSA) |
| 2004. augusztus 25. 10:45 | (4–0, 2–0, 4–0, 2–1) |      |                | Központi Olimpiai Uszoda Játékvezetők: Zhong Haotian (CHN), Guy Pinker (RSA) |
| 2004. augusztus 25. 10:45 | Burić 3              |      | Rezk 1         | Központi Olimpiai Uszoda Játékvezetők: Zhong Haotian (CHN), Guy Pinker (RSA) |

A 7–10. helyért
| 2004. augusztus 27. 17:00 | Olaszország (ITA)    | 11–7 | Horvátország (CRO) | Központi Olimpiai Uszoda Játékvezetők: Andrei Afanasiev (RUS), Radostaw Koryzna (POL) |
| 2004. augusztus 27. 17:00 | (2–1, 3–4, 1–1, 5–1) |      |                    | Központi Olimpiai Uszoda Játékvezetők: Andrei Afanasiev (RUS), Radostaw Koryzna (POL) |
| 2004. augusztus 27. 17:00 | Bencivenga 3         |      | Franković 3        | Központi Olimpiai Uszoda Játékvezetők: Andrei Afanasiev (RUS), Radostaw Koryzna (POL) |

A 9. helyért
| 2004. augusztus 29. 09:30 | Ausztrália (AUS)     | 8–7 | Horvátország (CRO) | Központi Olimpiai Uszoda Játékvezetők: Kiszelly Gábor (HUN), Mohamed Sayed Mahmoud (EGY) |
| 2004. augusztus 29. 09:30 | (2–0, 3–4, 1–1, 2–2) |     |                    | Központi Olimpiai Uszoda Játékvezetők: Kiszelly Gábor (HUN), Mohamed Sayed Mahmoud (EGY) |
| 2004. augusztus 29. 09:30 | Whalan 5             |     | Franković 3        | Központi Olimpiai Uszoda Játékvezetők: Kiszelly Gábor (HUN), Mohamed Sayed Mahmoud (EGY) |

| Csapat             | Helyezés |
| ------------------ | -------- |
| Horvátország (CRO) | 10.      |